# (165) Loreley
(165) Loreley ist ein Asteroid des äußeren Hauptgürtels, der am 9. August 1876 vom deutsch-US-amerikanischen Astronomen Christian Heinrich Friedrich Peters am Litchfield Observatory in New York entdeckt wurde.
Der Asteroid wurde benannt nach Loreley, einer Sirene der germanischen Sage, die mit ihrem Gesang Rheinschiffer anlockt und sie auf ein Riff lockt, wo sie versinken. Sirenen kommen im Nibelungenlied und anderen Märchen vor.

## Wissenschaftliche Auswertung
Aus Ergebnissen der IRAS Minor Planet Survey (IMPS) wurden 1992 erstmals Angaben zu Durchmesser und Albedo für zahlreiche Asteroiden abgeleitet, darunter auch (165) Loreley, für die damals Werte von 154,8 km bzw. 0,06 erhalten wurden. Eine Auswertung von Beobachtungen durch das Projekt NEOWISE im nahen Infrarot führte 2012 zu vorläufigen Werten für den Durchmesser und die Albedo im sichtbaren Bereich von 180,1 km bzw. 0,05. Nach der Reaktivierung von NEOWISE im Jahr 2013 und Registrierung neuer Daten wurden die Werte 2016 korrigiert zu 173,6 km bzw. 0,05. Mit einer Auswertung von vier Sternbedeckungen durch den Asteroiden konnte in einer Untersuchung von 2020 ein mittlerer Durchmesser von 160,0 ± 16,3 km bestimmt werden.
Photometrische Messungen des Asteroiden erfolgten vom 25. Juli bis 2. August 1981 am La-Silla-Observatorium in Chile. Aus der gemessenen Lichtkurve konnte eine Rotationsperiode von 7,22 h bestimmt werden. Auch am Table Mountain Observatory in Kalifornien und am Lowell-Observatorium in Arizona waren bereits 1981 Lichtkurven bestimmt worden, die zur gleichen Rotationsperiode führten. Dieser Wert konnte durch eine weitere Messung am 6./7. Januar 1984 am Osservatorio Astronomico di Torino in Italien bestätigt werden. Weitere Beobachtungen erfolgten vom 30. November 2000 bis 16. Januar 2001 am Sobaeksan Optical Astronomy Observatory in Korea. Auch hier wurde eine Rotationsperiode von 7,224 h bestimmt.

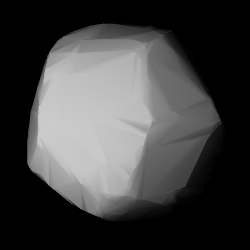
Berechnetes 3D-Modell von (165) Loreley

Eine Beobachtung vom 28. September bis 9. Oktober 2004 am Shed of Science Observatory in Minnesota erlaubte zwar keine eindeutige Bestimmung, aber es wurde in der Auswertung die Periode von 7,22 h bevorzugt. Auch bei einer Messung vom 15. Januar bis 19. Februar 2006 an einem privaten Observatorium in Illinois konnte keine eindeutige Rotationsperiode bestimmt werden, aber die Lösung mit 7,224 h war eine von vier möglichen. Aus einer Auswertung dieser und anderer photometrischer Daten vom September 2004 bis Januar 2006 konnte ein Modell der Form des Asteroiden erstellt sowie zwei alternative Möglichkeiten für die Orientierung der Rotationspole abgeleitet werden. Die Rotationsperiode wurde zu 7,2267 h bestimmt.
Eine Sternbedeckung durch den Asteroiden am 29. Juni 2009 führte zur Bestimmung eines effektiven Durchmessers von 171 ± 8 km, eines eindeutigen Rotationspols und einer Rotationsperiode von 7,2244 h. Bei zwei hochaufgelösten Aufnahmen mit dem Adaptive Optics (AO)-System am Teleskop II des Keck-Observatoriums auf Hawaiʻi im Infraroten vom 25. Oktober 2004 und 29. November 2010 entsprachen die Konturen dem bereits 2007 erstellten Gestaltmodell, allerdings gab es Größenabweichungen, so dass nun ein äquivalenter Durchmesser von 169 ± 21 km abgeleitet wurde.
Abschätzungen von Masse und Dichte für den Asteroiden (165) Loreley aufgrund von gravitativen Beeinflussungen auf Testkörper hatten in einer Untersuchung von 2012 zu einer Masse von etwa 19,1·1018 kg geführt und mit einem angenommenen Durchmesser von etwa 165 km zu einer als unrealistisch bewerteten Dichte von 8,14 g/cm³ bei keiner Porosität. Mit dem neuen Algorithmus All-Data Asteroid Modeling (ADAM) wurde 2017 ein Gestaltmodell erstellt, das alle verfügbaren photometrischen, photographischen und sternbedeckungsbasierten Daten gut reproduziert. Die Größe in Kombination mit der früher bestimmten Masse führte jedoch zu einer unrealistischen Dichte von 7,1 g/cm³, was wahrscheinlich darauf hinweist, dass die Massenschätzung falsch ist und überarbeitet werden sollte.
Mit dem Weltraumteleskop Transiting Exoplanet Survey Satellite (TESS) konnten während dessen Durchmusterung des Südhimmels 2018 bis 2019 auch Objekte des Sonnensystems beobachtet werden. Dabei wurden auch die Lichtkurven von fast 10.000 Asteroiden aufgezeichnet. Für (165) Loreley wurde aus Messungen etwa vom 26. April bis 20. Mai 2019 eine Rotationsperiode von 7,2254 h bestimmt.